# Кичанзино
Кичанзино (рос. Кичанзино) — село в Арзамаському районі Нижньогородської області Російської Федерації.
Населення становить 764 особи. Входить до складу муніципального утворення Красносельська сільрада.

## Історія
Від 2009 року входить до складу муніципального утворення Красносельська сільрада.

## Населення
| 1999 | 2002 | 2010 |
| ---- | ---- | ---- |
| 902  | ↘791 | ↘764 |